# Bình Tuyền
Bình Tuyền (平泉市) là một thành phố cấp huyện thuộc địa cấp thị Thừa Đức, tỉnh Hà Bắc, Cộng hòa Nhân dân Trung Hoa. Thành phố này có diện tích 3297 ki-lô-mét vuông, dân số 460.000 người. Mã số bưu chính là 067500. Trụ sở chính quyền thành phố đóng tại trấn Bình Tuyền. Về mặt hành chính, thành phố được chia thành 8 trấn, 4 hương và 8 hương dân tộc.
- Trấn: Bình Tuyền, Dương Thụ Dục, Du Thụ Lâm Tử, Hoàng Thổ Lương Tử, Đảng Bá, Thất Câu, Tiểu Tự Câu, Ngọa Long.
- Hương: Tùng Thụ Đài, Đạo Hổ Câu, Đài Đầu Sơn, Vương Thổ Phòng.
- Hương dân tộc: hương dân tộc Mãn và Mông Cổ Nam Ngũ Thập Tử, hương dân tộc Mông Cổ Mông Cổ Hòa Ô Tô, hương dân tộc Mãn Quách Trượng Tử, hương dân tộc Mông Cổ và dân tộc Mãn Mao Lam Câu, hương dân tộc Mông Cổ và Mãn Bình Phường, hương dân tộc Mãn Hứa Trượng Tử, hương dân tộc Mãn Liễu Khê, hương dân tộc Mãn Thất Gia Đại.